# 해리엇 (거북)
해리엇(영어: Harriet, 1830년경~2006년 6월 23일)은 약 175년 정도 살았다고 추정되는 갈라파고스땅거북 품종의 거북이다. 해리엇은 찰스 다윈에 의해 1835년에 처음 갈라파고스 제도에서 포획되었다. 2006년 6월 23일 오스트레일리아 동물원에서 심장 발작으로 사망했다.
그리고 작가 한윤섭에 의해 이 이야기가 약간 바뀌어 책으로 쓰였다.